# Sergio Rodríguez Reche
Sergio Rodríguez Reche (Pamplona, 22 de fevereiro de 1992) é um ciclista profissional espanhol, que milita nas fileiras do conjunto Euskadi Basque Country-Murias. Como amador ganhou uma etapa da Volta a Leão de 2017 e proclamou-se campeão da Espanha em categoria elite no mesmo ano.

## Palmarés
- Não tem conseguido nenhuma vitória como profissional